# Francisco Guimarães
Francisco Guimarães, ou Vaga-lume (Rio de Janeiro, c. 1875-1880 — Rio de Janeiro, 9 de janeiro de 1946) foi um jornalista e dramaturgo brasileiro, um dos cronistas mais populares de sua época na então capital do país, reconhecido por sua obra pioneira Na Roda do Samba e por ser o primeiro a retratar o carnaval nos jornais.

## Biografia
Sua data de nascimento é incerta, tendo ocorrida por volta do final da década de 1870, ou começo da de 1880, possivelmente em 1877.
Filho de trabalhadores negros, representa um dos muitos descendentes de ex-escravos que, na capital, procuraram novas formas de sustento e afirmação após o fim da servidão; neste sentido conseguiu, através dos vários jornais onde trabalhou, registrar os costumes e a cultura de negros e mestiços que viviam no Rio de Janeiro, do qual o samba foi o mais visível símbolo.
Aos 14 anos, quando era auxiliar de trem na Estrada de Ferro Pedro 2º, atual Central do Brasil, conheceu um repórter que cobria as notícias ferroviárias e o incentivou a seguir carreira no jornalismo. Em 1896, já estava no Jornal do Brasil, sendo o único negro na redação. Cinco anos depois, tornou-se o escritor da coluna Reportagem da Madrugada, onde surgiu seu pseudônimo, Vagalume.
Quando foi para A Tribuna, já era um nome conhecido. Ali, buscou mostrar um lado popular do Rio de Janeiro que não aparecia nos jornais, pela coluna Ecos Noturnos. Saiu da Tribuna para fundar pequenos jornais, A Trepação e O Vagalume, voltando ao Jornal do Brasil em 1910. Ali, passou a divulgar notícias sobre o carnaval, o que, em seguida, foi imitada pelos demais jornais.

## Livro
Publicado em 1933 pela Tipografia São Benedito seu livro Na Roda do Samba contava a história do ritmo e fazendo o registro de seus principais compositores e maiores intérpretes. A obra refletia a grande proximidade que o autor possuía com o meio artístico da cidade, e fazia o registro da transição que o ritmo sofria ao passar das comunidades negras para sua adoção nas "rodas chiques", passando a integrar a programação das emissoras de rádio e das gravações dos discos.
A obra foi várias vezes reeditada pela Funarte, e começava a fazer homenagem póstuma a grandes nomes da cultura negra carioca, como Eduardo das Neves, Sinhô ou Henrique Assumano Mina do Brasil.